# Імаї Масатака
Масатака Імаї (яп. 今井 雅隆, нар. 2 квітня 1959, Префектура Сідзуока) — японський футболіст, що грав на позиції воротаря. По завершенні ігрової кар'єри — тренер.

## Ігрова кар'єра
У дорослому футболі дебютував 1982 року виступами за команду клубу «Хонда», кольори якої і захищав протягом усієї своєї кар'єри гравця, що тривала вісім років. 
Також був гравцем у футзал. У складі національної збірної Японії брав участь у чемпіонаті світу 1989 року.

## Кар'єра тренера
Розпочав тренерську кар'єру відразу по завершенні кар'єри гравця, 1989 року, очоливши тренерський штаб свого колишнього клубу «Хонда».
2000 року став головним тренером збірної Філіппін, тренував цю збірну Філіппін один рік. Після чого протягом 2002 року очолював команду клубу «Авіспа Фукуока».
Згодом у 2003–2004 роках був очільником тренерського штабу збірної Макао.
Останнім місцем тренерської роботи був клуб «Токусіма Вортіс», головним тренером команди якого Масатака Імаї був протягом 2007 року.